# Buol
Buol is een plaats in Indonesië. Het is gelegen op het eiland Sulawesi in de provincie Midden-Sulawesi. Buol is de hoofdstad van de gelijknamige Kabupaten.